# Irina Skobtseva
Irina Skobtseva, född 22 augusti 1927 i Tula, Sovjetunionen, död 20 oktober 2020 i Moskva, Ryssland, var en rysk och sovjetisk skådespelare. Hon filmdebuterade 1956 och var aktiv in på 2010-talet.
Hon var skådespelaren och regissören Sergej Bondartjuks andra hustru.

## Filmografi, urval
- 1960 – Serjoscha - en liten människa
- 1964 – Romans i Moskva
- 1967 – Krig och fred